# 二俣下川駅
二俣下川駅（ふたまたしもかわえき）は、かつて神奈川県横浜市保土ケ谷区（所在地は現在旭区）に存在した相模鉄道（相鉄）神中線（現、相鉄本線）の鉄道駅（廃駅）である。

## 概要
神中線の鶴ヶ峰駅から0.8km、二俣川駅から1.2kmの場所（タカナシ乳業付近の2つ踏切がある地点）に存在した。
戦時体制によって1944年（昭和19年）に新川島駅・二ツ橋駅とともに休止。駅間距離の関係もあり、1960年（昭和35年）に前記両駅とともに廃止された。

## 歴史
- 1933年4月16日 - 神中鉄道によって鶴ヶ峰 - 二俣川間に開業。
- 1943年4月1日 - 神中鉄道の相模鉄道への合併により同社の駅となる。
- 1944年（日付不明） - 休止。
- 1960年8月1日 - 廃止。

## 隣の駅
相模鉄道
本線
鶴ヶ峰駅 - 二俣下川駅 - 二俣川駅